# Nuaillé
Nuaillé ist eine französische Gemeinde mit 1.454 Einwohnern (Stand: 1. Januar 2022) im Département Maine-et-Loire in der Region Pays de la Loire. Sie gehört zum Arrondissement Cholet und ist Mitglied im Gemeindeverband Cholet Agglomération. Die Einwohner werden Nuaillais und Nuaillaises genannt.
Die Gemeinde erhielt 2023 die Auszeichnung „Eine Blume“, die vom Conseil national des villes et villages fleuris (CNVVF) im Rahmen des jährlichen Wettbewerbs der blumengeschmückten Städte und Dörfer verliehen wird.

## Geografie

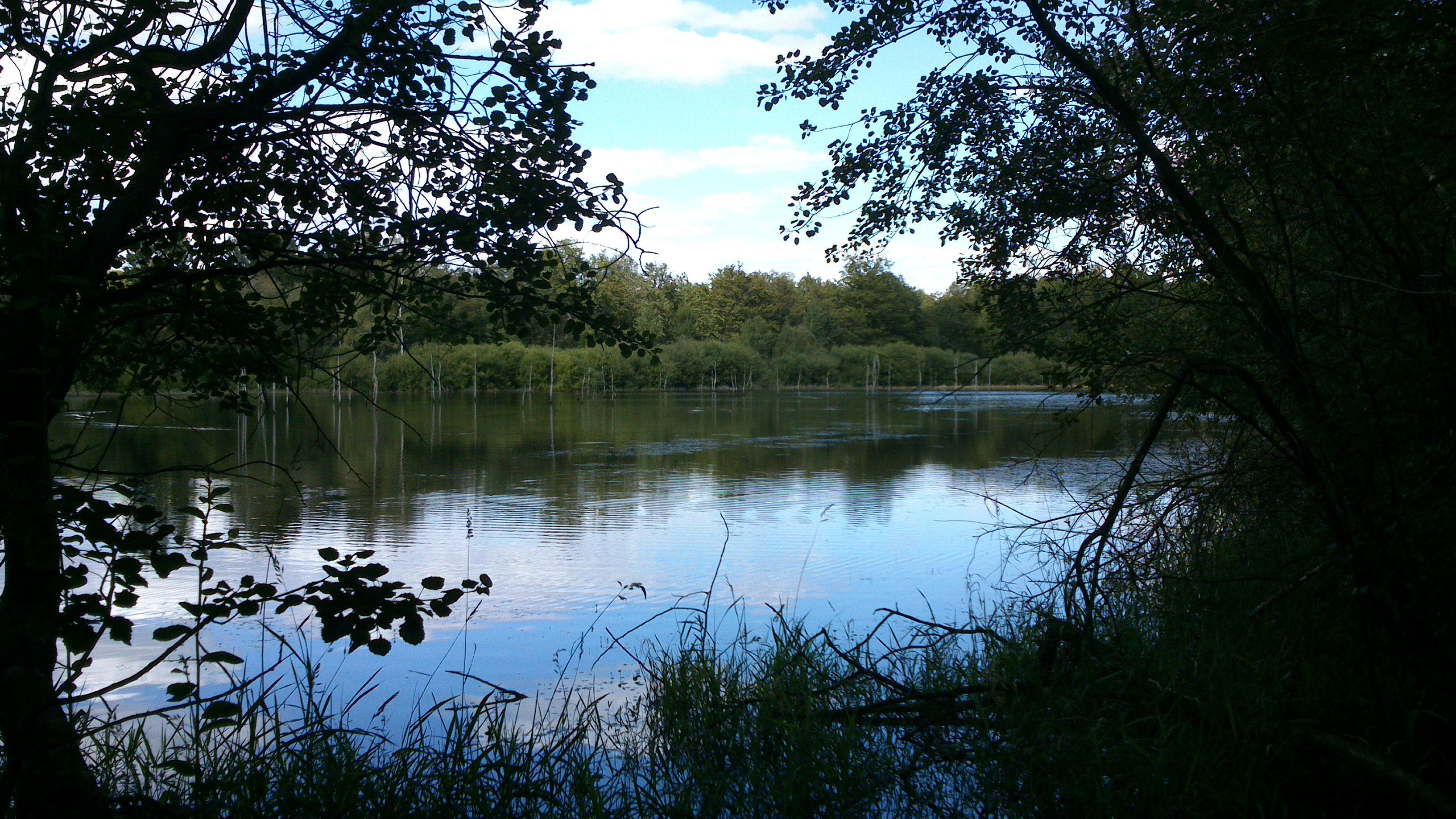
Étang des Noues

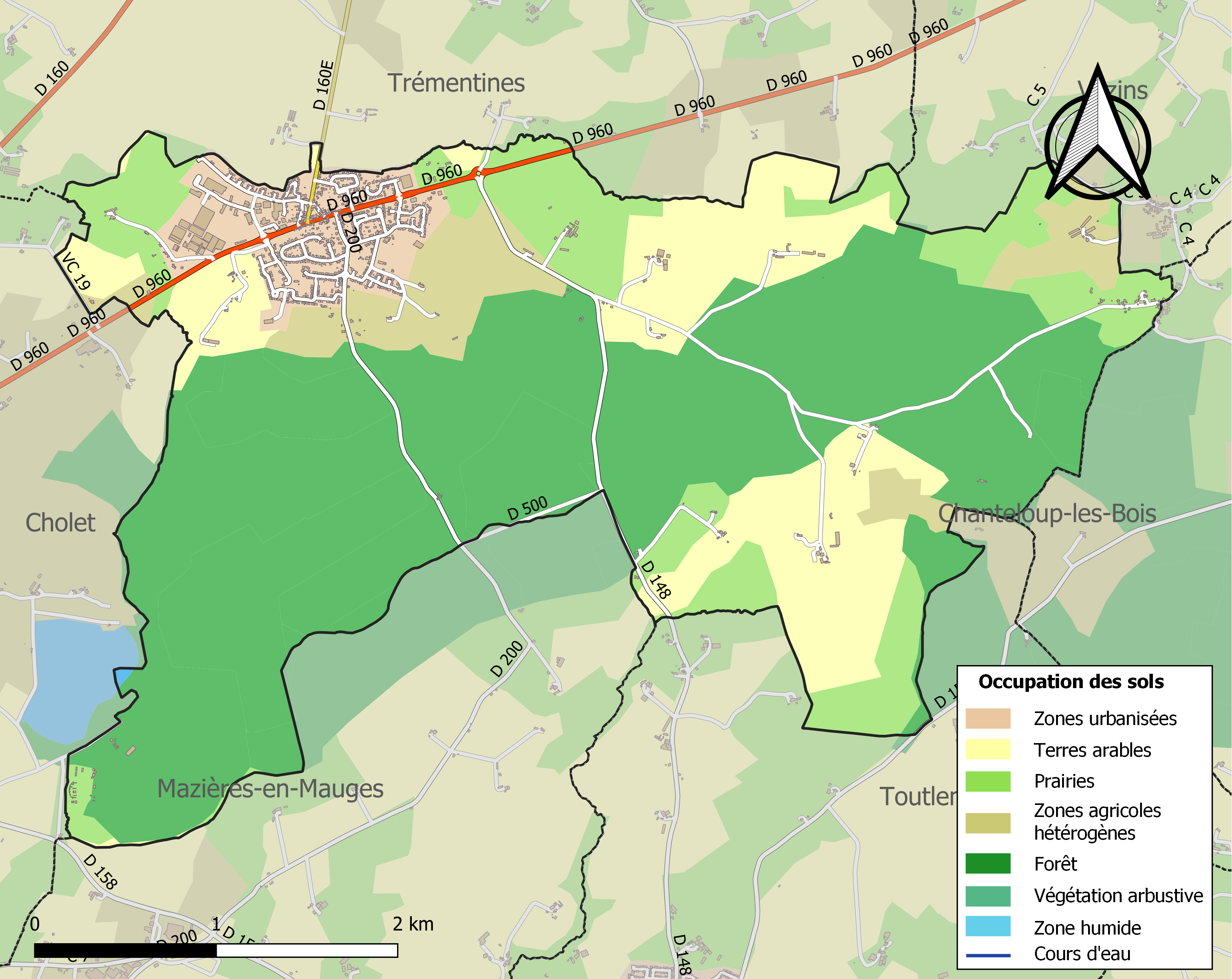
Bodennutzung und Infrastruktur der Gemeinde (2018)

Nuaillé liegt etwa sieben Kilometer nordöstlich von Cholet und etwa 46 Kilometer südsüdwestlich von Angers in der Région naturelle Mauges und historisch gesehen im Südwesten der Provinz Anjou. Die Gemeinde befindet sich im Einzugsgebiet der Loire auf etwa 130 m Höhe und wird vom Ruisseau Trémentines, vom Ruisseau de chez Blanche, vom Ruisseau de la Fardellerie und verschiedenen kleineren Bächen entwässert. Im Südwesten grenzt das Gemeindegebiet an das Ostufer des Étang des Noues.
Teile des Gebiets von Nuaillé gehören zu den drei ZNIEFF-Naturzonen „Massif forrestier de Nuaille-Chanteloup“ (520004464), „Zone à l’ouest des Poteries“ (520012921) und „Étang des Noues“ (520220029). Etwa 55 % der Fläche der Gemeinde sind durch den Forêt de Nuaillé bewaldet oder naturbelassen, etwa 38 % werden landwirtschaftlich genutzt, der Anteil an bebauten Flächen beträgt etwa 5 %.
Umgeben wird Nuaillé von den Nachbargemeinden Trémentines im Norden, Vezins im Nordosten, Chanteloup-les-Bois im Osten, Toutlemonde im Süden und Südosten, Mazières-en-Mauges im Süden sowie Cholet im Westen.

## Geschichte
Die Schreibweise des Namens Nuaillé hat sich im Laufe der Zeit verändert. Im 13. Jahrhundert erscheint der Ort unter dem Namen Nualle, im Jahr 1488 en Namen Nualleyum. Die Form Nuaillé erscheint in Schriften aus den Jahren 1608 und 1674, im 18. Jahrhundert Nouaillé.
Der Legende nach wollte der Herr von Chemillé im 13. Jahrhundert, als er vom letzten Kreuzzug zurückkehrte, zwei junge Männer belohnen, die er getroffen hatte. Er gab ihnen verlassenes Land auf seinem Herrschaftsgebiet, er zeigt ihnen das Dickicht, das sie roden sollten. Als er zurückkommt, war er überrascht, dass ihre Arbeit so weit fortgeschritten ist: „Du hast das Dickicht bereits ausgezogen! Dieser Ort wird „Nu Haillé“ (deutsch Nacktes Dickicht) heißen.“
Im Weiler Guignefolle entdeckte Steinwerkzeuge zeugen von der Anwesenheit prähistorischer Jäger in diesem Gebiet zwischen 200.000 und 100.000 Jahren vor Christus. Der Ursprung der Gemeinde ist auf die Gründung eines Priorats zurückzuführen, dessen Gründungsdatum vermutlich auf das Ende des 13. Jahrhunderts datiert. Dieses Priorat gehörte zur burgundischen Abtei in Tournus im Burgund und unterstand damals dem Prior von Cunault in der Nähe von Saumur. Der älteste bekannte Prior ist hierbei Guillaume Faroul im Jahr 1488.
Im 15. Jahrhundert war der Bauernhof Gilbertière ein Herrenhaus, zu dem die Pachthöfe in Guignefolle, Moncellière, La Couisière und Montbault gehörten. Ende des 17. Jahrhunderts gehörte La Gilbertière einem Herrn namens Vezins, dem Geschwaderführer der Marine des Königs. Lediglich der Graben und zwei Pfeiler zeugen von der Existenz dieses Herrenhauses.
In La Gilbertière gab es auch eine stattliche Kapelle, die noch Ende des 18. Jahrhunderts genutzt wurde.
Im 15. Jahrhundert gab es das Lehen von Montbault. Nach den Hugenottenkriegen wurde die Burg 1589 von Soldaten der Heiligen Liga angegriffen und geplündert. Das Schloss war bis zur Mitte des 18. Jahrhunderts im Besitz der Familie de la Haye und lag am Zusammenfluss zweier Bäche, die in riesige Teiche mündeten.
Als die Französische Revolution 1789 ausbrach, bestand das Dorf aus etwa vierzig Häusern, die Bevölkerung aus 86 Haushalten. Im Jahr 1790 gab es 450 Einwohner.
Die Hauptberufe sind: Pächter, Grenzbauer, Weber, Tagelöhner, Kammerdiener, Gastwirt, Glasmacher, Töpfer, Hufschmied, Bäcker, Zimmermann, Stellmacher. Ein Teil der Bevölkerung lebte vom Betteln. Ebenfalls im Jahr 1790 wählte die Gemeinde zwei Abgeordnete: René Gourdon, Kaufmann, der 1794 der erste Bürgermeister von Nuaillé werden sollte, und René Bondu, Pflüger. In den Cahiers de Doléances wurde das Recht auf Jagd für alle, die Senkung der Steuern und die Abschaffung der Salzsteuer gefordert.
Am 28. Januar 1794 (am 10. Pluviôse des Jahres II) wurde eine republikanische Abteilung in Nuaillé von einer kleinen Truppe unter der Führung von Stofflet und Henri de La Rochejaquelein überrascht. Letzterer verfolgte sie, die in Richtung Cholet flohen. Einer der blauen Soldaten drehte sich um, schoss auf Henri de la Rochejaquelein und verwundete ihn tödlich. Von Stofflet unkenntlich gemacht, blieb die Leiche am Straßenrand liegen. Sein Tod wurde seinen Truppen erst am 7. Februar bekannt gegeben. Von 1794 bis 1816 ruhte Henri de la Rochejaquelein am Kenotaph in Cholet an der Nationalstraße 160. Im Jahr 1816 wurden seine Gebeine in die Familiengruft der Kirche in Saint-Aubin-de-Baubigné, heute ein Ortsteil vom Mauléon, überführt, der Pfarrei, in der er 1772 im Château de la Durbellière geboren wurde.

## Bevölkerungsentwicklung

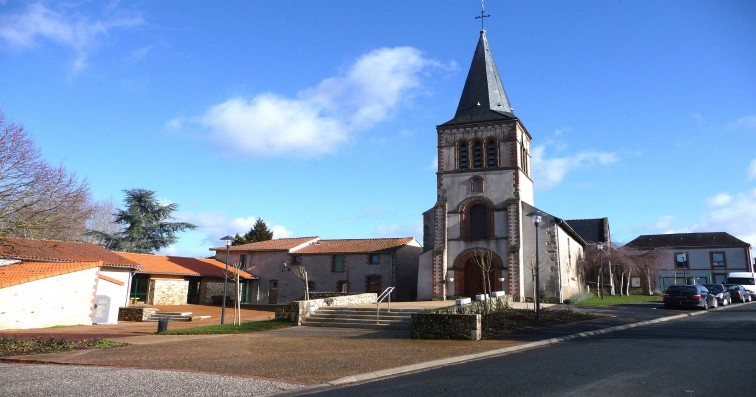
Pfarrkirche Saint-Étienne

| Jahr                       | 1962 | 1968 | 1975 | 1982 | 1990 | 1999 | 2006 | 2013 | 2020 |
| Einwohner                  | 402  | 395  | 570  | 1119 | 1261 | 1356 | 1322 | 1516 | 1443 |
| Quellen: Cassini und INSEE |      |      |      |      |      |      |      |      |      |

## Sehenswürdigkeiten
- Pfarrkirche Saint-Étienne, 1830 errichtet
- Kapelle Notre-Dame-de-Recouvrance aus der zweiten Hälfte des 19. Jahrhunderts
- Burg im Weiler Montbault aus dem 15. und 16. Jahrhundert
- Herrenhaus La Gilbertière aus dem 14. oder 15. Jahrhundert

## Verkehr
Die Departementsstraße D 960, die ehemalige Route nationale 160, von Saumur über Lys-Haut-Layon im Nordosten und nach Les Sables-d’Olonne über Cholet im Südwesten durchquert das Zentrum von Nuaillé von Ost nach West. Die Departementsstraße D 160E führt im Norden nach Trémentines, die D 148 im Süden nach Toutlemonde, die D 200 im Südwesten nach Mazières-en-Mauges.
Zwei Buslinien der Transportgesellschaft Choletbus des Gemeindeverbands verbinden die Gemeinde mit Cholet, mit Lys-Haut-Layon über Chanteloup-les-Bois und mit Trémentines. Zwei Buslinien der Transportgesellschaft Aléop der Region Pays de la Loire verbinden Nuaillé mit Cholet, Saumur und Angers.

## Persönlichkeiten
- Henri de La Rochejaquelein (1772–1794), Anführer der Aufständischen der Vendée, gefallen bei Nuaillé